# Dorama
A dorama (japán nyelven ドラマ) egy eredetileg japán televíziós műfaj, bizonyos típusú televíziós sorozatok megnevezése. A szó az angol drama (azaz dráma) szóból ered.
A dorama legfőképpen a tinédzserek számára készített, az ő problémáikkal, életükkel foglalkozó televíziós sorozatok megnevezése. A doramák sokszor alapulnak manga- illetve animesorozatokon. Japán után egész Ázsiában elterjedtek, Tajvan például az elsők között ültette át a műfajt saját televíziós sorozataira.
A doramáknak Ázsián kívül is vannak követőik, az interneten számos úgynevezett fansub (rajongói feliratkészítő) csoport működik, akik hobbiból fordítanak népszerű ázsiai doramákat. Több weboldal is foglalkozik a doramák rendszerezésével és kritikájával, értékelésével. A Viki platformon a rajongók legális keretek között saját anyanyelvükre fordítják a platform által megvásárolt sorozatokat.
A doramák a tinédzsereket megcélzó szórakoztatóipar fontos részévé váltak.

## Doramák listája

### Japán doramák
- Hana jori dango

### Koreai doramák
Ismertebb doramák: 
- A királyi ház titkai (történelmi)
- A korona hercege (történelmi)
- A palota ékköve (történelmi)
- A Silla királyság ékköve (történelmi)
- Szépek és gazdagok (ifjúsági romantikus)
- Iris (akció, kémtörténet)
- Ne irumun Kim Szamszun (romantikus)
- Poszurul csikhjora (romantikus vígjáték)
- Okthappang vangszedzsa (romantikus fantasy)
- Secret Garden (romantikus fantasy)
- Pjorun ne kaszume (romantikus)
- Kjoul jonga (romantikus)
- Pjoreszo on kude (romantikus)
- Thejangi huje (romantikus, akció)

### Tajvani doramák
- Hanazakarino kimitacsihe
- Ococsü cse ven
- Ocuocsü er ven